# Дублянщина

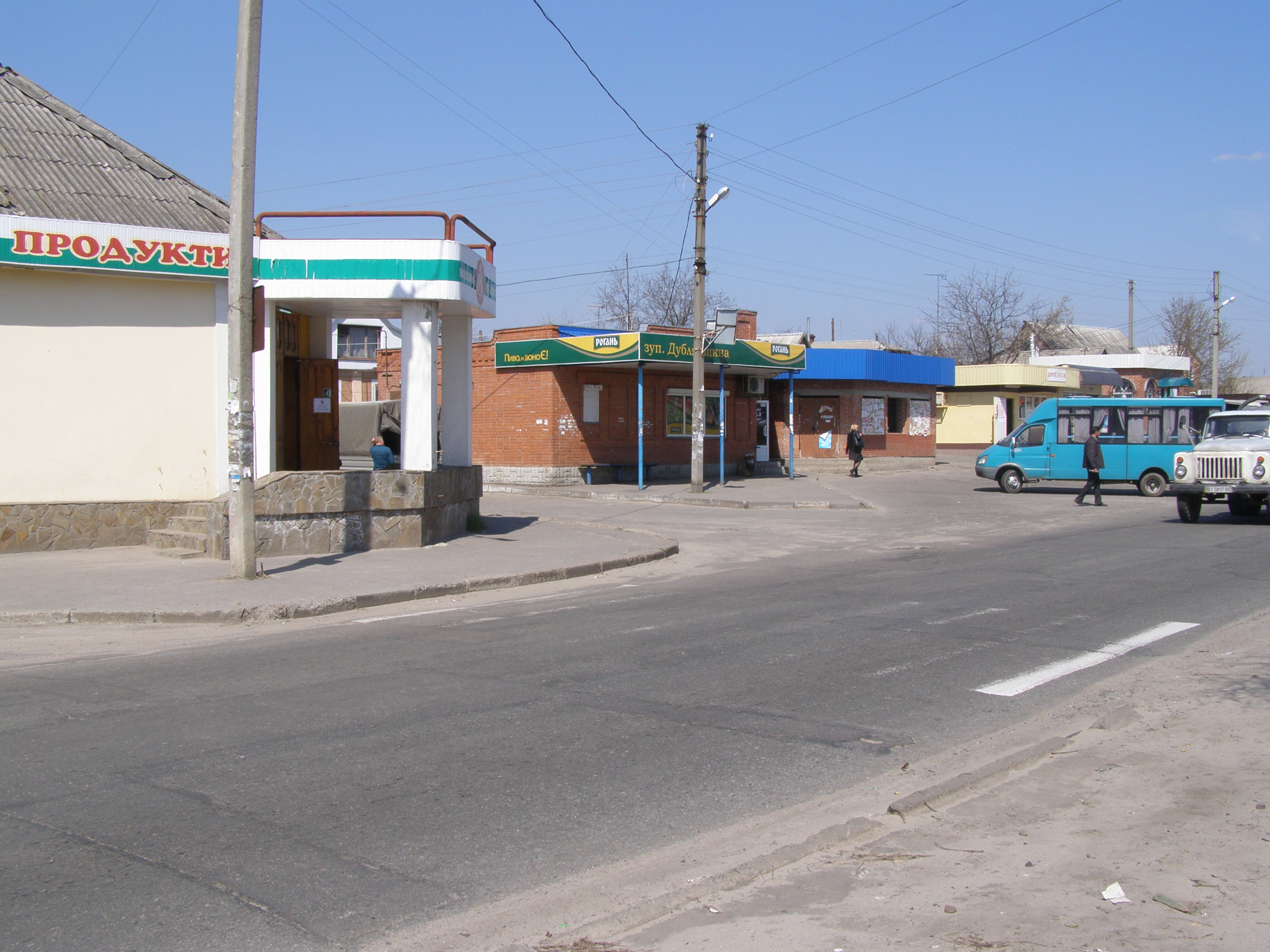
Зупинка автотранспорту «Дублянщина»

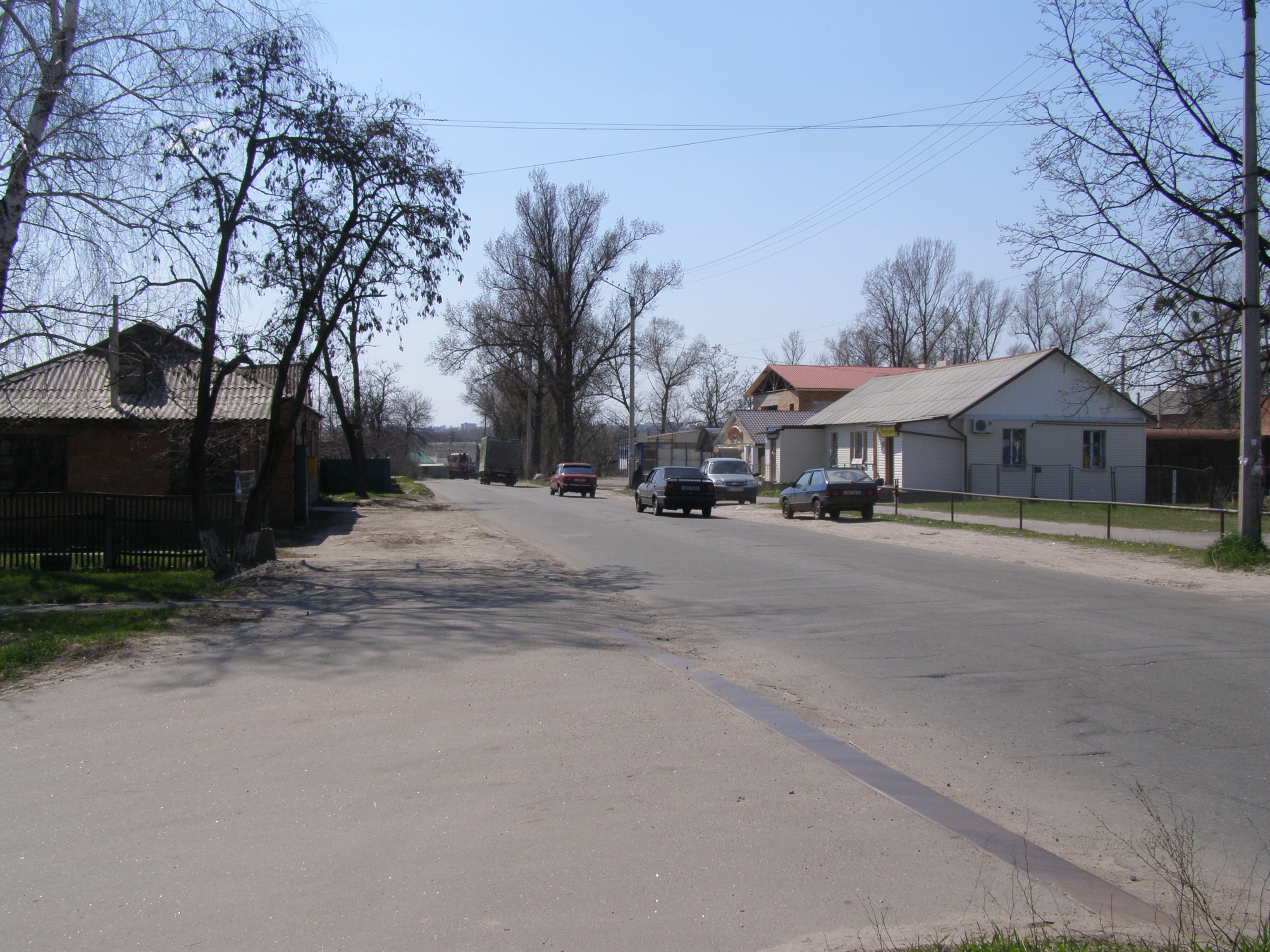
Дублянщина весною. Вулиця Сакко

Пам'ятник полеглим воїнам-землякам

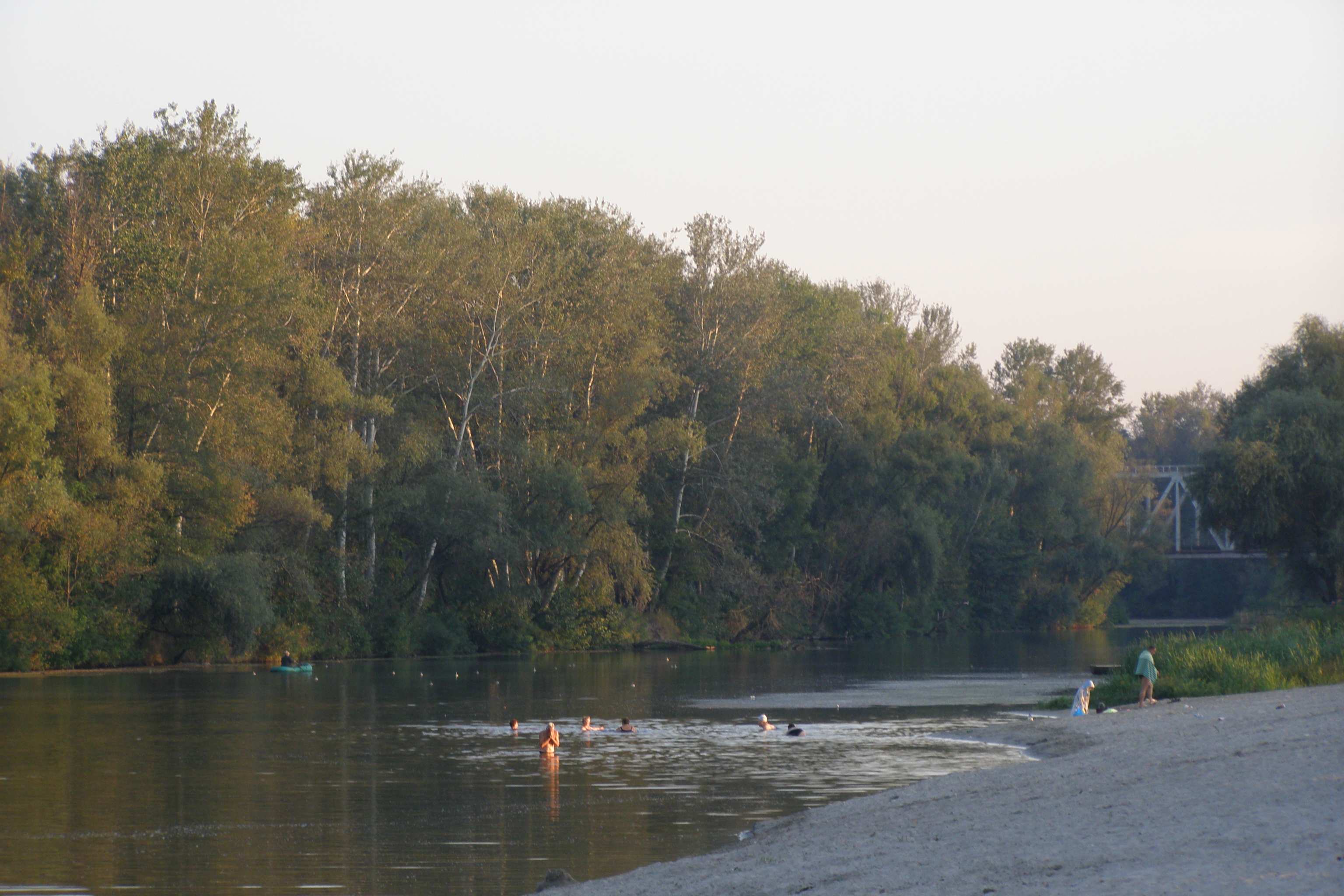
Ранок на Ворсклі

Дубля́нщина — історична місцевість в Подільському районі Полтави.

## Географія, населення
Дублянщиною називають місцевість на лівому березі Ворскли, між річкою і залізницею Полтава — Харків вздовж вулиці Сакко в північній її частині.
Сьогодні на Дублянщині проживає понад 1700 мешканців — 937 домоволодінь. Забудова — переважно приватні одно-двоповерхові будинки.
На заході селище омивається Ворсклою. Природна перлина Дублянщини — так званий «Зелений острів» — півострів, що утворюється старим і новим руслами річки. Зелений острів — природна паркова зона. Парки і сади становлять значну частину площі селища. Основні породи дерев — осокор, вільха, липа, верба. В садках переважають яблуні, абрикоси, вишні.
На Дублянщині функціонує загальноосвітня середня школа № 22 (вул. Низова, 8). В селищі працює дитячий садок «Барвінок» (пр.  Сосновий, 2).

## Походження назви
Існують різні версії походження назви «Дублянщина». За однією — в цій місцині росли дуби, за іншою — колись біля річки мешкали дубильники, які займалися чинбарством. Проте основною версією є походження назви від власника хутора — бунчукового товариша Олександра Дублянського.

## Історія
Дубляншина — колишнє передмістя Полтави. У XVII—XVIII століттях була частиною Крутого Берега і була ранговою маєтністю полтавського полковника Павла Герцика. Після розгрому шведів і мазепенців Петро І відібрав у Герцика Крутий Берег і пожалував його гадяцькому полковнику Івану Чернишу, від якого іде рід Дублянських. За іншими даними, до Дублянських селище належало сім'ї козацької старшини Зіньковських.
У XVIII—XIX століттях Дублянщина була панським маєтковим поселенням нащадків бунчукового товариша Олександра Дублянського.
Бурхливо рости Дублянщина почала з початком будівництва залізниці у напрямку Харків — Кременчук. З перших днів експлуатації залізниці виникла необхідність в ремонті рухомого складу. З цією метою на станції Полтава почалося будівництво паровозоремонтних майстерень, які були відкриті 15 березня 1871 року. Поряд зі станцією і майстернями, на Дублянщині, селилися залізничники, робітники майстерень.
Згідно зі статистичними відомостями за 1910 рік, на Дублянщині налічувалося 91 двір, з них 29 козацьких, 54 селянських та 8 непривілейованих. Тут мешкало 420 душ. Землі було 14 десятин, з них орної — 6 десятин. Цікава деталь: 41 мешканець представляли інтелігенцію. Скоріше за все, це були інженери-залізничники.
У 1920 році Дублянщина стала центром сільради. В 1923 році входила до складу Руновщанського району Полтавського округу і налічувала 772 жителі. До складу міста Дублянщина увійшла в 1929 році.

## Транспорт
Основна транспортна магістраль Дублянщини, вулиця Охтирський Шлях (колишня Петропавлівська (до 1930-х років), а пізніше Сакко (до 2024р.) названа в 1930-х роках на честь учасника американського руху за права робітників, анархіста Ніколи Сакко). Вулиця Охтирський Шлях — міське продовження автошляху Суми — Полтава (автомобільний шлях Н12 національного значення).
Громадський транспорт — муніципальні автобуси №№ 29, 34, 61, 62, а також приватні маршрутні таксі. Зупинки «Вулиця Зої Космодем'янської», «22-а школа», «Дублянщина».
На північ від селища знаходиться залізнична станція «Дублянщина» лінії Полтава — Харків Південної залізниці, але нею користуються зазвичай мешканці селищ Затурине і Крутий Берег.

## Промисловість
На сході селище межує з залізницею. Тут працюють локомотивне і вагонне депо, тепловозоремонтний завод.

## Пам'ятники
В сквері поряд з зупинкою автотранспорту «Дублянщина» (вул. Сакко, 173) в 1967 році споруджений пам'ятний знак на честь воїнів-земляків — жителів Дублянщини, які загинули на фронтах німецько-радянської війни. Поряд в 1983 році встановлений обеліск на могилі радянського воїна, який загинув у вересні 1943 року при визволенні міста.

## Відпочинок
Дублянщина — звичне місце літнього відпочинку багатьох полтавців. Дублянщанські пляжі найчистіші в межах міста. Пляж «Хвиля» на Ворсклі — офіційна зона відпочинку Подільського району Полтави. Пляж має усю необхідну інфраструктуру, працює рятувальна станція.
Однак улюбленим місцем відпочинку самих мешканців Дублянщини є «Зелений острів». Крім сімейного відпочинку, «Зелений острів» традиційне місце урочистостей залізничників на їх професійне свято.